# Acacia hereroensis
Acacia hereroensis är en ärtväxtart som beskrevs av Adolf Engler. Acacia hereroensis ingår i släktet akacior, och familjen ärtväxter. Inga underarter finns listade i Catalogue of Life.